# Институт общей физики имени А. М. Прохорова РАН
Институ́т о́бщей фи́зики имени А. М. Про́хорова Российской академии наук — научно-исследовательское учреждение, организованное в 1982 году на базе Отделения А Физического института имени П. Н. Лебедева АН СССР. Организатор и первый директор института — лауреат Нобелевской премии академик Александр Михайлович Прохоров. С 2018 года Институтом руководит Сергей Владимирович Гарнов, сменивший на своём посту академика Ивана Александровича Щербакова. В 2002 году учреждению было присвоено имя А. М. Прохорова.

## Основные направления научной деятельности института
- лазерная физика и оптика;
- квантовая электроника;
- интегральная оптика;
- технология новых материалов;
- физика конденсированного состояния вещества;
- физика поверхности;
- микро- и наноэлектроника;
- физика плазмы и управляемый термоядерный синтез;
- гидрофизика, в том числе акустика океана и нелинейная акустическая диагностика;
- лазерная медицина и экология.

## Известные сотрудники
- См. категорию [[Категория:Институт общей физики РАН]]

## Фильмы
- В 1985 году киностудией «Леннаучфильм» выпущен научно-популярный фильм «Конструкторы лучей», (режиссёр А. Слободской, оператор В. Петров). Фильм посвящён исследованиям в области лазеров Института общей физики АН СССР во главе с академиком А. М. Прохоровым. В фильме использовано интервью с руководителем Института, показана работа других сотрудников Института.
- «EXперименты с Антоном Войцеховским», выпуск «Повелители молний»[3].
- «EXперименты с Антоном Войцеховским», выпуск «Лазеры»[4].
- Репортаж про Институт общей физики РАН о коммерциализации научных разработок в передаче «Технопарк»[5].

## Санкции
20 июля 2023 года, на фоне вторжения России на Украину, институт попал в блокирующий санкционный список США против предприятий, поддерживающих российский оборонный сектор.

## Галерея

Мемориальная доска, посвящённая А.М. Прохорову, открыта в 2003 г.
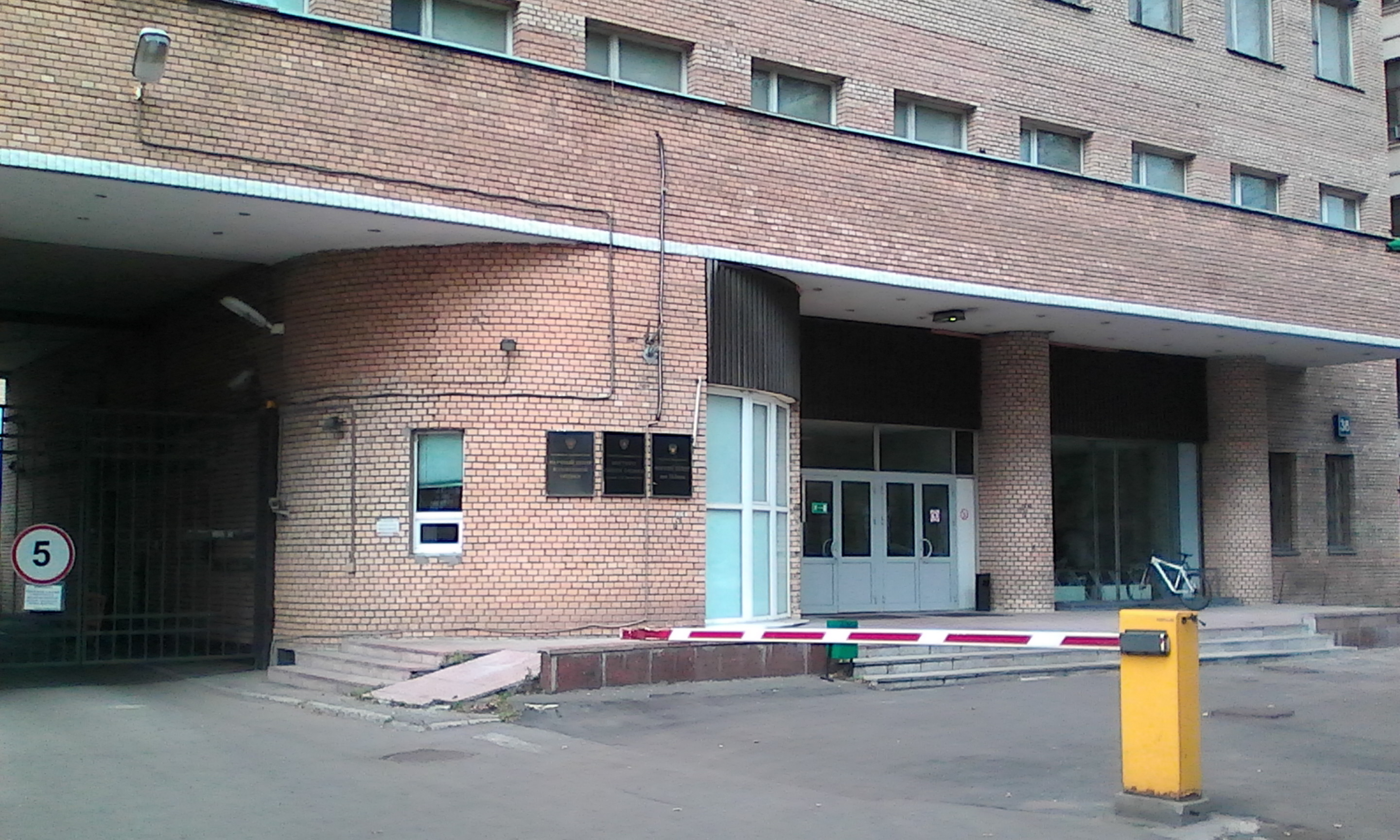
Проходная института
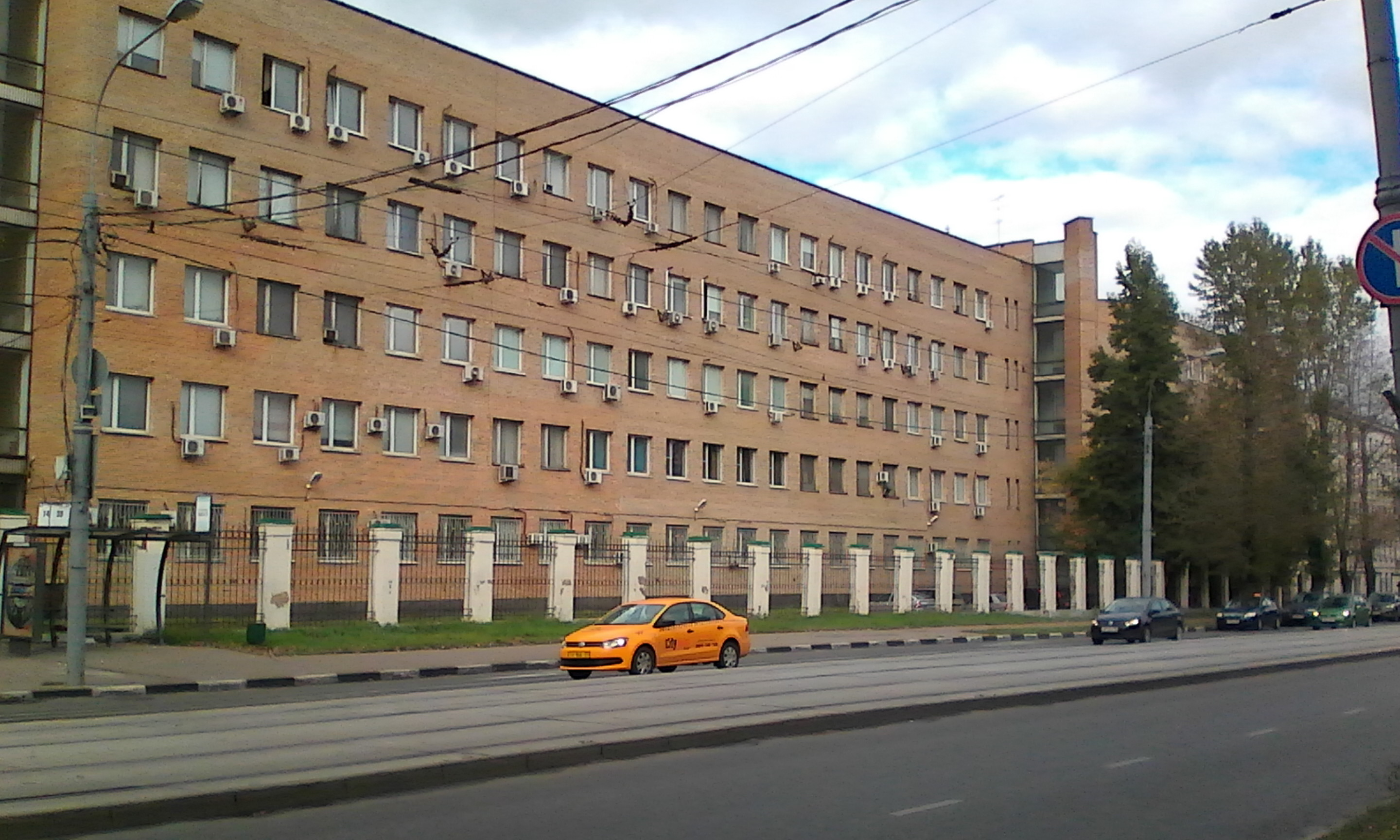
Вид от перекрёстка ул. Вавилова и ул. Губкина
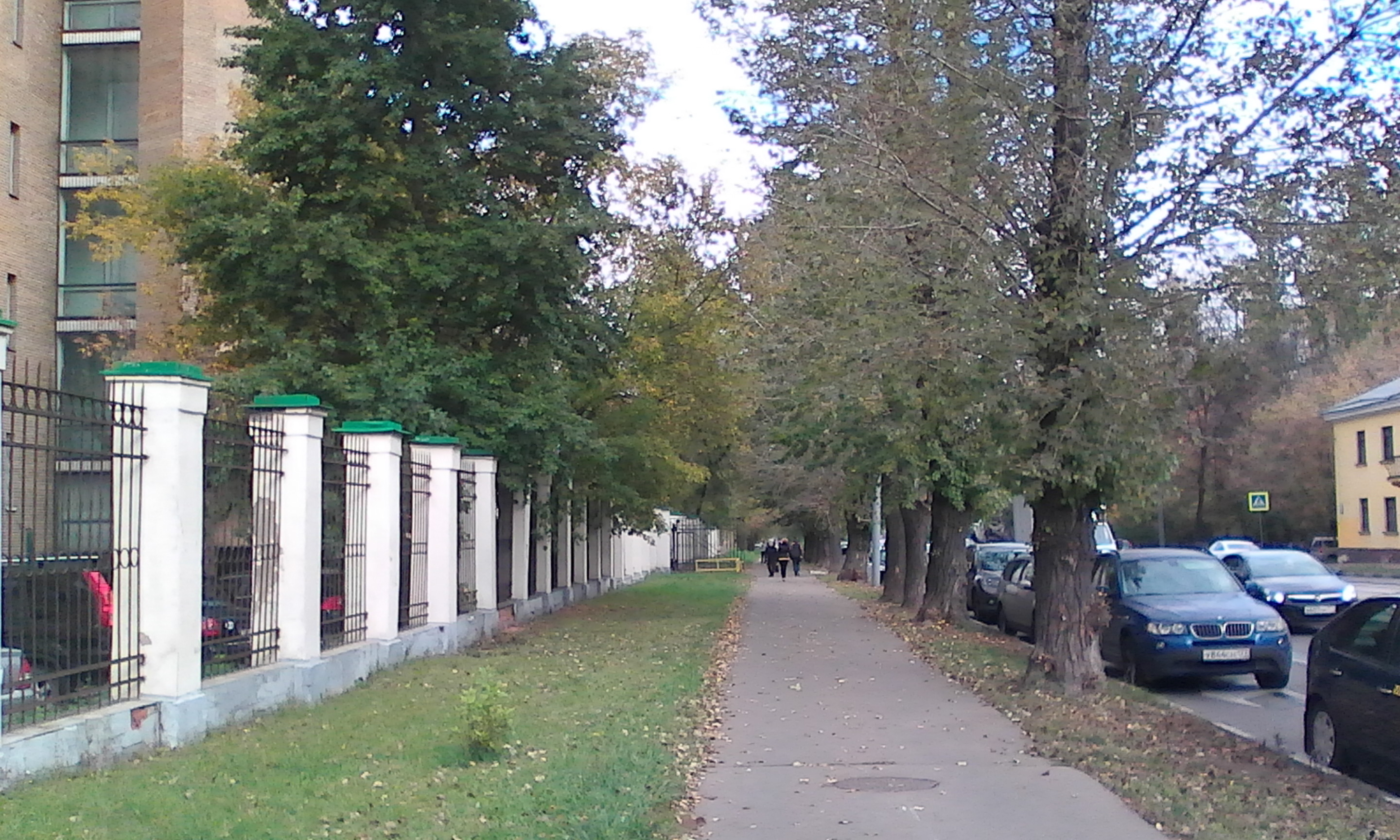
Пешеходная дорожка к институту